# Nederlandse kampioenschappen schaatsen allround 2014
De Nederlandse kampioenschappen schaatsen allround 2014 voor mannen en vrouwen werden op 28 februari, 1 en 2 maart gehouden in het Olympisch Stadion te Amsterdam. Tegelijkertijd werden de Nederlandse kampioenschappen schaatsen sprint 2014 afgewerkt op deze baan.
Op 17 oktober 2013 bevestigde de KNSB dat de mobiele kunstijsbaan die tijdelijk in het Olympisch Stadion kwam te liggen (een van de initiatiefnemers van dit plan was oud-topschaatser Rintje Ritsma) onder meer gebruikt ging worden voor zowel de Nederlandse allround- als sprintkampioenschappen.
In 2008 werd er voor het laatst buiten Thialf een nationaal allround kampioenschap afgewerkt en in 1971 was er voor het laatst een dergelijk kampioenschap in de hoofdstad. De laatste keer dat een nationaal allroundkampioenschap op een semi-overdekte baan werd gehouden was in 1998 te Deventer.
De titelhouder bij de mannen, Sven Kramer, werd op dit toernooi op de 5000 meter gediskwalificeerd vanwege onreglementair finishen ('kickfinish'), hij had tot dan toe met 6.32,29 de snelste tijd geklokt. De titelhouder bij de vrouwen, shorttrackster Jorien ter Mors, liet het kampioenschap aan haar voorbij gaan.
Op het EK allround hadden Jan Blokhuijsen en Koen Verweij bij de mannen en Ireen Wüst en Yvonne Nauta bij de vrouwen directe plaatsing voor de WK Allround in Thialf afgedwongen. Ook de winnaars van dit kampioenschap zouden direct geplaatst zijn. Wüst, ook regerend wereldkampioene, koos voor deelname aan het sprinttoernooi.
Bij de mannen werd Koen Verweij voor het eerst allroundkampioen, in 2011 en 2012 stond hij beide keren op plaats twee. Op plaats twee nam Renz Rotteveel plaats, in 2013 eindigde hij als derde. De derde positie werd door Wouter Olde Heuvel ingenomen, de kampioen van 2010 en 2011, voor hem was het zijn vijfde podiumplaats, in 2008 en 2009 werd hij tweede. Rotteveel en Olde Heuvel dwongen hiermee een startplaats op voor het wereldkampioenschap af. Douwe de Vries werd ondanks zijn diskwalificatie aangewezen als reserve.
Bij de vrouwen werd ook Yvonne Nauta voor het eerst allroundkampioene, het was ook haar eerste podiumplaats. De nummer drie in 2011 en 2013, Diane Valkenburg, werd op dit kampioenschap tweede. Irene Schouten op plaats drie nam ook voor het eerst op het eindpodium plaats. Valkenburg en Schouten dwongen hiermee een startplaats op voor het wereldkampioenschap af, Voorhuis werd reserve.
Na afloop van het allroundtoernooi werd het in december afgelaste NK massastart voor vrouwen alsnog verreden en gewonnen door Irene Schouten.

## Programma
| Programma           | Programma               | Programma |
| Datum               | Tijd                    | Afstand |
| ------------------- | ----------------------- | --- |
| vrijdag 28 februari | 19:25 20:15             | 500 meter vrouwen 500 meter mannen                                                                                    |
| zaterdag 1 maart    | 13:00 14:20 18:10 19:30 | 3000 meter vrouwen (5 ritten) 5000 meter mannen (6 ritten) 3000 meter vrouwen (5 ritten) 5000 meter mannen (6 ritten) |
| zondag 2 maart      | 13:00 14:26 15:52 17:10 | 1500 meter vrouwen 1500 meter mannen 5000 meter vrouwen 10.000 meter mannen                                           |

## Mannen

### Afstandmedailles
| Afstand | 1e                  | 2e                  | 3e                 |
| ------- | ------------------- | ------------------- | ------------------ |
| 500m    | Koen Verweij        | Lucas van Alphen    | Wouter Olde Heuvel |
| 5000m   | Koen Verweij        | Arjen van der Kieft | Renz Rotteveel     |
| 1500m   | Koen Verweij        | Renz Rotteveel      | Rhian Ket          |
| 10000m  | Arjen van der Kieft | Koen Verweij        | Renz Rotteveel     |

### Eindklassement
| #      | Schaatser            | 500m         | 5000m        | 1500m        | 10.000m      | Punten  |
| ------ | -------------------- | ------------ | ------------ | ------------ | ------------ | ------- |
| Goud   | Koen Verweij         | 36,36 (1)    | 6.35,16 (1)  | 1.49,92 (1)  | 14.03,72 (2) | 154,702 |
| Zilver | Renz Rotteveel       | 37,40 (6)    | 6.42,62 (3)  | 1.51,28 (2)  | 14.10,04 (3) | 157,257 |
| Brons  | Wouter Olde Heuvel   | 37,17 (3)    | 6.45,92 (5)  | 1.53,00 (4)  | 14.16,43 (5) | 158,229 |
| 04     | Thom van Beek        | 38,42 (17)   | 6.49,43 (6)  | 1.54,67 (10) | 14.12,19 (4) | 160,195 |
| 05     | Lucas van Alphen     | 36,69 (2)    | 6.59,59 (12) | 1.53,88 (6)  | 14.40,31 (6) | 160,624 |
| 06     | Frank Hermans        | 37,88 (14)   | 6.52,28 (7)  | 1.55,33 (12) | 14.42,26 (7) | 161,664 |
| 07     | Arjen van der Kieft  | 40,80 (23)   | 6.42,46 (2)  | 1.59,08 (21) | 13.57,67 (1) | 162,622 |
| 08     | Rhian Ket            | 37,27 (5)    | 7.04,12 (13) | 1.52,17 (3)  |              | 117,072 |
| 09     | Jos de Vos           | 38,10 (15)   | 6.56,27 (10) | 1.53,87 (5)  |              | 177,683 |
| 10     | Peter Groen          | 37,45 (7)    | 7.05,08 (14) | 1.54,32 (9)  |              | 118,064 |
| 11     | Jorjan Jorritsma     | 37,83 (12)   | 6.54,58 (8)  | 1.56,59 (14) |              | 118,151 |
| 12     | Ted-Jan Bloemen      | 37,83 (12)   | 6.55,99 (9)  | 1.56,58 (13) |              | 118,289 |
| 13     | Kees Heemskerk       | 37,74 (11)   | 7.12,12 (16) | 1.55,24 (11) |              | 119,365 |
| 14     | Pim Cazemier         | 38,47 (19)   | 6.57,88 (11) | 1.58,09 (15) |              | 119,621 |
| 15     | Dedjer Wymenga       | 37,46 (8)    | 719,73 (20)  | 1.58,21 (16) |              | 120,836 |
| 16     | Tom Terpstra         | 38,43 (18)   | 7.17,86 (19) | 1.58,35 (17) |              | 121,666 |
| 17     | Luuc Bugter          | 39,33 (22)   | 7.10,27 (15) | 1.58,43 (18) |              | 121,833 |
| 18     | Sebastiaan Oranje    | 39,01 (20)   | 7.16,87 (18) | 1.58,60 (19) |              | 122,230 |
| 19     | Remon Kwant          | 38,18 (16)   | 7.31,84 (21) | 1.58,94 (20) |              | 123,010 |
| 20     | Jeffrey van Norden   | 1.03,16 (24) | 7.16,48 (17) | 2.00,09 (22) |              | 146,838 |
|        | Christijn Groeneveld | 39,22 (21)   | 6.44,74 (4)  | 1.54,12 (8)  | DSQ          | 117,734 |
|        | Douwe de Vries       | 37,70 (9)    | DSQ          | 1.54,11 (7)  |              | 075,736 |
|        | Sven Kramer          | 37,17 (4)    | DSQ          | WDR          |              | 037,710 |
|        | Maurice Vriend       | 37,72 (10)   | DNS          |              |              | 037,720 |

## Vrouwen

### Afstandmedailles
| Afstand | 1e               | 2e               | 3e                     |
| ------- | ---------------- | ---------------- | ---------------------- |
| 500m    | Jorien Voorhuis  | Marije Joling    | Annouk van der Weijden |
| 3000m   | Yvonne Nauta     | Diane Valkenburg | Irene Schouten         |
| 1500m   | Diane Valkenburg | Irene Schouten   | Yvonne Nauta           |
| 5000m   | Yvonne Nauta     | Diane Valkenburg | Irene Schouten         |

### Eindklassement
| #      | Schaatser              | 500m       | 3000m        | 1500m        | 5000m       | Punten  |
| ------ | ---------------------- | ---------- | ------------ | ------------ | ----------- | ------- |
| Goud   | Yvonne Nauta           | 41,77 (8)  | 4.14,00 (1)  | 2.05,30 (3)  | 7.21,53 (1) | 170,022 |
| Zilver | Diane Valkenburg       | 41,48 (5)  | 4.17,47 (2)  | 2.03,45 (1)  | 7.28,16 (2) | 170,357 |
| Brons  | Irene Schouten         | 41,68 (7)  | 4.18,34 (3)  | 2.05,25 (2)  | 7.28,23 (3) | 171,309 |
| 04     | Jorien Voorhuis        | 40,49 (1)  | 4.19,60 (6)  | 2.06,61 (7)  | 7.33,53 (4) | 171,312 |
| 05     | Linda de Vries         | 41,55 (6)  | 4.18,54 (4)  | 2.05,51 (4)  | 7.38,64 (5) | 172,340 |
| 06     | Annouk van der Weijden | 40,88 (3)  | 4.19,37 (5)  | 2.07,47 (8)  | 7.42,55 (6) | 172,853 |
| 07     | Carlijn Achtereekte    | 40,99 (4)  | 4.23,92 (9)  | 2.07,51 (9)  | 7.43,20 (7) | 173,799 |
| 08     | Reina Anema            | 41,88 (10) | 4.26,28 (10) | 2.06,02 (6)  |             | 128,266 |
| 09     | Pien Keulstra          | 42,06 (11) | 4.22,76 (8)  | 2.08,09 (10) |             | 128,549 |
| 10     | Miranda Dekker         | 42,15 (13) | 4.28,32 (11) | 2.09,76 (11) |             | 130,123 |
| 11     | Julia Berentschot      | 41,81 (9)  | 4.35,65 (13) | 2.10,50 (15) |             | 131,251 |
| 12     | Sanne van der Schaar   | 42,18 (14) | 4.35,48 (12) | 2.10,15 (12) |             | 131,476 |
| 13     | Maike Brinksma         | 42,21 (15) | 4.40,06 (15) | 2.10,19 (13) |             | 132,282 |
| 14     | Natasja Roest          | 42,08 (12) | 4.41,99 (16) | 2.10,49 (14) |             | 132,574 |
| 15     | Paulien Westerhof      | 42,30 (16) | 4.43,88 (17) | 2.12,02 (17) |             | 133,619 |
| 16     | Ellen van Vroonhoven   | 43,31 (19) | 4.38,35 (14) | 2.12,43 (16) |             | 133,844 |
| 17     | Marleen de Kroon       | 42,39 (17) | 4.45,89 (18) | 2.13,08 (19) |             | 134,398 |
| 18     | Stephanie Bunte        | 43,62 (20) | 4.46,95 (19) | 2.14,62 (20) |             | 136,318 |
|        | Marije Joling          | 40,80 (2)  | 4.20,77 (7)  | 2.05,96 (5)  | DSQ         | 126,247 |
|        | Mirjam Rottier         | 43,07 (18) | DSQ          | 2.11,80 (16) |             | 087,003 |